# 崎谷健次郎 GOLDEN☆BEST
『崎谷健次郎 GOLDEN☆BEST』（さきやけんじろう・ゴールデン☆ベスト）は、崎谷健次郎4枚目のベスト・アルバム。2011年5月18日にポニーキャニオンから発売。

## 概要
1〜20枚目のシングルからポニーキャニオンが選曲、再構成したベスト・アルバム。「抱きしめたい」「Oggi」は、アルバム初収録シングル曲。収録に当たりデジタル・リマスターされている。ジャケットは、『SAKIYA REMIXED WORKS vol.1 夏』に使用された神奈川県・猿島での白色ジャケットを羽織った崎谷の写真が採用されている。

## 収録曲
1. 思いがけないSITUATION
2. もう一度夜を止めて
3. 風を抱きしめて
4. I Wanna Dance
5. Because Of Love
6. さよならも言わずに
7. 夜のない一日
8. 孤独の標的
9. ONE THOUSAND KISSES
10. 涙が君を忘れない
11. 泣かなくてもいい
12. 遅すぎると僕は思えない
13. 抱きしめたい
14. Domani
15. Oggi
16. GET STARTED